# Hippolyte Fontaine

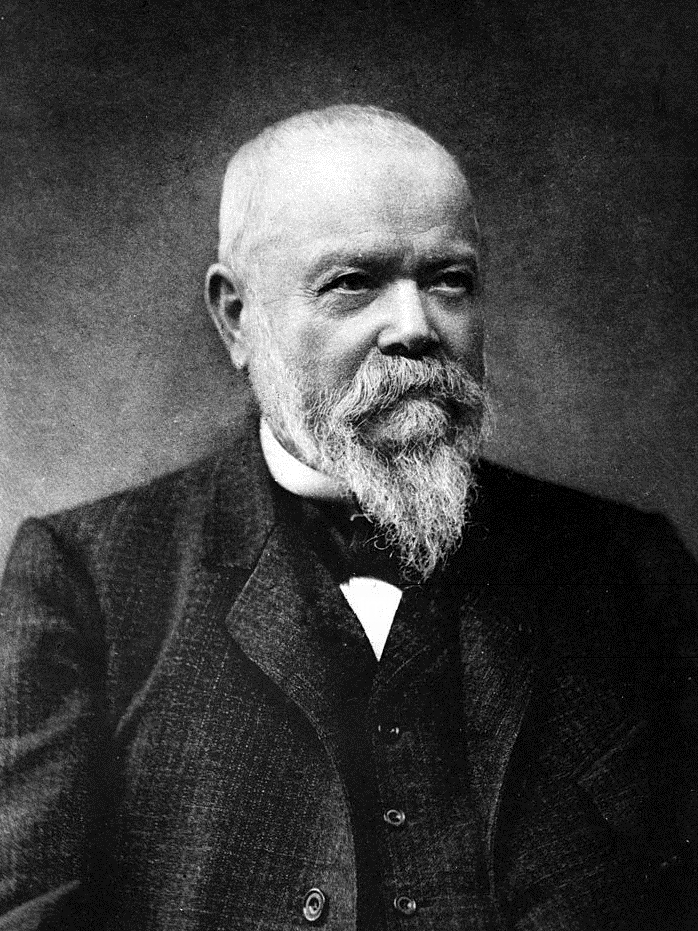
Hippolyte Fontaine

Hippolyte Fontaine (Dijon, 12 april 1833 - Hyères, 17 februari 1910) was een Franse industrieel die de Belgische ingenieur Zénobe Gramme, uitvinder van de Gramme-dynamo, financieel ondersteunde. Fontaine was gedeeltelijk gehandicapt.

## Voorgeschiedenis
In 1859 raakte Fontaine verlamd en moest hij een jaar het bed houden. Hij gebruikte deze periode om zijn kennis te vergroten. Na een hydroelektrische behandeling herwint hij de controle over zijn armen en in mindere mate over zijn benen. Hij begon opnieuw te werken in 1860 aan de "Chemins de fer du Nord". In 1865 wordt hij aangewezen als ingenieur voor de constructie van de dokken van Saint-Ouen bij Parijs.
Maar in 1870 werden de dokken van Saint-Ouen opgedoekt en moest Fontaine een nieuwe betrekking zoeken. In datzelfde jaar begon hij de studie van kleine huishoudelijke motoren, en de publicatie van de "Revue Industrielle", met een kameraad van het Conservatoire national des arts et métiers. In 1870 brak de Frans-Duitse Oorlog uit en werd Fontaine belast met de controle en de productie van kanonnen in de fabrieken van Parijs. Gedurende de belegering van de hoofdstad werd hij belast met de bescherming van het instituut "Arts et Métiers". Op z'n 37ste had hij al een heel leven achter zich.

## De ontmoeting met Zénobe Gramme
Fontaine werd vervolgens door de graaf d'Ivernois aangesteld als directeur van La Société des Machines magnéto-électriques Gramme, een nieuw opgericht bedrijf dat de Gramme-dynamo van de Belgische uitvinder Zénobe Gramme zou exploiteren. Fontaine bleef tot 1900 bestuurder van deze maatschappij.
De relatie tussen de uitvinder Gramme en de industrieel Fontaine zou zeer vruchtbaar zijn door de aanpassing van de dynamo aan verschillende industriële toepassingen in de zich nieuw ontwikkelende elektro-industrie. Een van de eerste cliënten was de vennootschap Christofle die La Société des Machines magnéto-électriques Gramme inschakelde voor het galvaniseren van zilver op bronzen bestekken.

## De beslissende ervaring

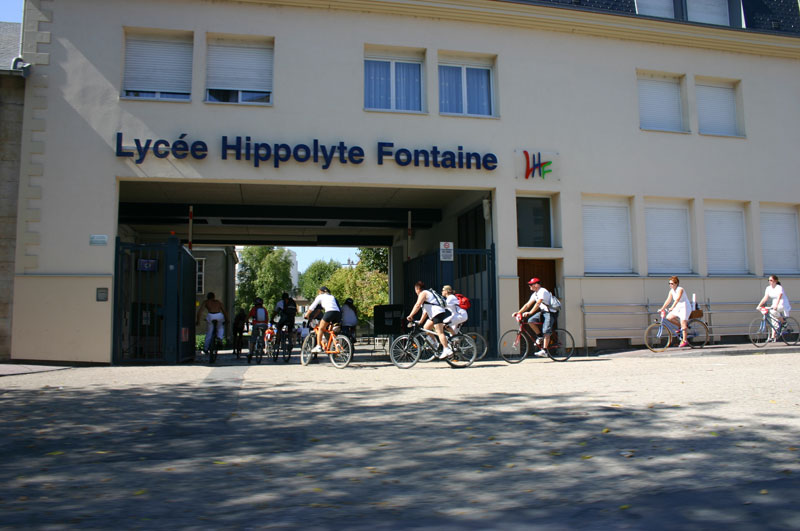
Lycee Hippolyte Fontaine (2007)

In 1873 ontdekte Fontaine op de Wereldtentoonstelling van 1873 te Wenen de transporteerbaarheid van elektrische energie. De Société des Machines magnéto-électriques Gramme presenteert er twee Gramme-dynamo's:
- Een dynamo, aangedreven door een gasmotor, voor het opwekken van een elektrische stroom voor galvaniseren.
- Een motor gevoed door een accu. Deze motor diende om een centrifugaalpomp aan te drijven waarmee een waterval werd gevoed. De opstelling was bedoeld om de omkeerbaarheid van de dynamo (bruikbaar als motor of als generator) aan te tonen.

Juist toen keizer Frans Jozef I van Oostenrijk op bezoek kwam raakte de accu die de tweede machine voedde defect. Fontaine beschikte op dat moment alleen over de eerste dynamo. Deze had echter een veel te hoge uitgangsspanning voor de voeding van de tweede machine. Fontaine besloot een spanningsval te genereren door een lange koperen kabel aan te brengen tussen de beide machines. Hij vergrootte de lengte van de kabel tot de pomp op het juiste toerental draaide. De kabel was toen twee kilometer lang en Fontaine had aangetoond dat het mogelijk was om elektrische energie te transporteren. Tot dan toe waren productie en verbruik van elektrische energie aan dezelfde plaats gebonden. Nu lag de weg open voor het centraal opwekken en transporteren van elektrische energie.

## Overlijden
Fontaine overleed op 76-jarige leeftijd. Hij ligt begraven op het kerkhof van Montparnasse in Parijs.